# (328356) 2008 MT
(328356) 2008 MT es un asteroide perteneciente al cinturón de asteroides, descubierto el 27 de junio de 2008 por el equipo del Observatorio Astronómico de Mallorca desde el Observatorio Astronómico de La Sagra, Puebla de Don Fadrique (Granada), España.

## Designación y nombre
Designado provisionalmente como 2008 MT.

## Características orbitales
(328356) 2008 MT está situado a una distancia media del Sol de 2,637 ua, pudiendo alejarse hasta 3,290 ua y acercarse hasta 1,984 ua. Su excentricidad es 0,248 y la inclinación orbital 15,470 grados: emplea 1564,47 días en completar una órbita alrededor del Sol.
Los próximos acercamientos a la órbita de Júpiter ocurrirán el 12 de febrero de 2109 y el 21 de enero de 2156.
Pertenece a la familia de asteroides de (3) Juno.

## Características físicas
La magnitud absoluta de (328356) 2008 MT es 15,98. 